# Kelsey Grammer
Allen Kelsey Grammer (Saint Thomas, 21 de febrer de 1955) és un actor, director i escriptor estatunidenc nascut a les Illes Verges Americanes. És conegut mundialment pel seu paper durant més de 20 anys de Dr.Frasier Crane a Frasier.

## Fama
Grammer ha interpretat durant més de 20 anys el paper del Dr. Frasier a les populars sèries de televisió, Cheers, Wings i Frasier. Va fer 9 temporades de Cheers, on interpretava un paper secundari. I d'aquí va sortir una seqüela: Frasier. Originalment aquest caràcter estava destinat John Lithgow, però Lithgow no es trobava disponible, i van decidir que ell mateix l'interpretés.
Grammer ha guanyat molts premis Emmy i Golden Globes pel seu treball. És el primer actor americà proposat per a diversos premis Emmy en fer el mateix caràcter en tres sèries de televisió diferents. Ell i David Hyde Pierce (que interpretava el paper de Niles Crane, germà de Frasier a la sèrie) ostenten rècords imbatuts de nominacions als premis Emmy.
El seu sou de $1.6 milions per episodi a Frasier és el més alt en la història americana de televisió. Al mateix temps iguala el rècord d'interpretació consecutiva durant més anys del mateix caràcter amb James Arness interpretant a Marshall Matt Dillon en Gunsmoke de 1955 a 1975.
Kelsey Grammer ha participat en diversos projectes des que l'exitosa sèrie Frasier va deixar d'emetre's. El més important de tots, és el que el situa com a candidat republicà.

## Filmografia
| Any  | Títol                                 | Paper                                        | Notes               |
| ---- | ------------------------------------- | -------------------------------------------- | ------------------- |
| 1992 | Galaxies Are Colliding                | Peter                                        |                     |
| 1995 | Runaway Brain                         | Dr. Frankenollie                             | Curt                |
| 1996 | Down Periscope                        | Tinent Commander Thomas Dodge                |                     |
| 1997 | Anastasia                             | Vladimir                                     |                     |
| 1998 | The Real Howard Spitz                 | Howard Spitz                                 |                     |
| 1999 | Animal Farm                           | Snowball                                     |                     |
| 1999 | New Jersey Turnpikes                  | Unknown                                      |                     |
| 1999 | Standing on Fishes                    | Verk                                         |                     |
| 1999 | Toy Story 2                           | "Stinky Pete"                                |                     |
| 1999 | Bartok the Magnificent                | Zozi                                         | Sortida en vídeo    |
| 1999 | Mickey's Once Upon a Christmas        | Narrador/a                                   | Sortida en vídeo    |
| 2001 | 15 Minutes                            | Robert Hawkins                               |                     |
| 2001 | Dos penjats a Chicago (Just Visiting) | Narrador/a                                   | no surt als crèdits |
| 2003 | The Big Empty                         | Agent Banks                                  |                     |
| 2003 | Barbie of Swan Lake                   | Rothbart                                     | Sortida en vídeo    |
| 2004 | Teacher's Pet                         | Dr. Ivan Krank                               |                     |
| 2005 | The Good Humor Man                    | Mr. Skibness                                 | També productor     |
| 2006 | X-Men: La decisió final               | Dr. Henry 'Hank' McCoy/Beast                 |                     |
| 2007 | Even Money                            | Detectiu Brunner                             |                     |
| 2008 | Swing Vote                            | President Andrew Boone                       |                     |
| 2008 | An American Carol                     | General George S. Patton                     |                     |
| 2009 | Fama (Fame)                           | Joel Cranston                                |                     |
| 2010 | Crazy on the Outside                  | Frank                                        |                     |
| 2010 | Bunyan and Babe                       | Norm Blandsford                              |                     |
| 2010 | Middle Men                            | Frank Griffin                                |                     |
| 2010 | Alligator Point                       | Director                                     |                     |
| 2010 | Crazy on the Outside                  | Frank                                        |                     |
| 2011 | I Don't Know How She Does It          | Clark Cooper                                 |                     |
| 2013 | Legends of Oz: Dorothy's Return       | Tin Man                                      | Veu                 |
| 2014 | X-Men: Days of Future Past            | Dr. McCoy / Beast                            | Uncredited cameo    |
| 2014 | Think Like a Man Too                  | Lee Fox                                      |                     |
| 2014 | The Expendables 3                     | Bonaparte                                    |                     |
| 2014 | Transformers: Age of Extinction       | Harold Attinger                              |                     |
| 2014 | Reach Me                              | Angelo AldoBrandini                          |                     |
| 2014 | Breaking the Bank                     | Charles Bunbury                              |                     |
| 2015 | Entourage                             | Ell mateix                                   | Cameo               |
| 2015 | Best of Enemies                       | William F. Buckley                           | Veu; Documentary    |
| 2016 | Neighbors 2: Sorority Rising          | Shelby's Dad                                 | Cameo               |
| 2016 | Storks                                | Hunter                                       | Veu                 |
| 2017 | Bunyan and Babe                       | The Amazing Blackstone Norman Blandsford     | Veu                 |
| 2018 | Guardians of the Tomb                 | Mason                                        |                     |
| 2018 | Like Father                           | Harry Hamilton                               |                     |
| 2019 | Grand Isle                            | Detective Jones                              |                     |
| 2020 | Money Plane                           | Darius Emmanuel Grouch III, aka "The Rumble" |                     |
| 2020 | The God Committee                     | Dr. Andre Boxer                              |                     |

| Any          | Títol                                    | Paper                                  | Notes                                                                          |
| ------------ | ---------------------------------------- | -------------------------------------- | ------------------------------------------------------------------------------ |
| 1982         | Macbeth                                  | Ross                                   | Telefilm                                                                       |
| 1982         | Knight Power                             | Bozo                                   | Voice; Episode: "Ratman"                                                       |
| 1983         | Kennedy                                  | Stephen Smith                          | minisèries TV                                                                  |
| 1984         | Kate & Allie                             | David Hamill                           | episodi 1.1: "Allie's First Date"                                              |
| 1984         | Cultural depictions of George Washington | Tinent Stewart                         | minisèries TV                                                                  |
| 1984– 1985   | Another World                            | Dr. Canard                             |                                                                                |
| 1984– 1993   | Cheers                                   | Dr. Frasier Crane                      | Surt a 201 episodis                                                            |
| 1986         | Crossings                                | Craig Lawson                           | minisèries TV                                                                  |
| 1987         | Biography                                | George Washington                      | episodi: "Benedict Arnold"                                                     |
| 1987         | J.J. Starbuck                            | Pierce Morgan                          | episodi 1.3: "Murder in E Minor"                                               |
| 1988         | Dance 'til Dawn                          | Ed Strull                              | Telefilm                                                                       |
| 1989         | Top of the Hill                          | Desconegut                             | Telefilm                                                                       |
| 1989         | 227                                      | Mr. Anderson                           | episodi 4.24: "For Sale"                                                       |
| 1990         | The Tracey Ullman Show                   | Mr. Brenna                             | episodi 4.12: "Maria and the Mister"                                           |
| 1990–present | The Simpsons                             | Sideshow Bob                           |                                                                                |
| 1991         | Baby Talk                                | Russell                                | episodi 1.7: "One Night with Elliot"                                           |
| 1992         | Wings                                    | Dr. Frasier Crane                      | episodi 3.16: "Planes, Trains and Visiting Cranes"                             |
| 1992         | Star Trek: The Next Generation           | capità Bateson                         | episodi 5.18: "Cause and Effect (Star Trek: The Next Generation)"              |
| 1993         | Roc                                      | Detectiu Rush                          | episodi 2.25: "To Love and Die on Emerson Street: Part 2"                      |
| 1993         | Beyond Suspicion                         | Ron McNally                            | Telefilm                                                                       |
| 1993         | Mike & Spike                             | Super Dog                              | episodi: "Person To Sea Creature" (veu només)                                  |
| 1993– 2004   | Frasier                                  | Dr. Frasier Crane                      | Surt en tots els 264 episodis; també productor i director de 37 episodis       |
| 1994         | The Innocent                             | Detectiu Frank Barlow                  | Telefilm                                                                       |
| 1995         | The John Larroquette Show                | Dr. Frasier Crane                      | episodi 3.1: "More Changes"                                                    |
| 1996         | London Suite                             | Sydney Nichols                         | Telefilm                                                                       |
| 1997         | Fired Up                                 | Tom Whitman                            | episodis 1.3: "Who's the Boss" and 2.3: "You Don't Know Jack"; també productor |
| 1998         | The Pentagon Wars                        | Major General Partridge                | Telefilm                                                                       |
| 1998         | Just Shoot Me!                           | Narrador/a                             | episodi 3.10: "How the Finch Stole Christmas"                                  |
| 1999         | Animal Farm                              | Snowball                               | Telefilm                                                                       |
| 2000         | Stark Raving Mad                         | Professor Tuttle                       | 1.17: "The Grade"                                                              |
| 2001         | Neurotic Tendencies                      | N/A                                    | Telefilm; productor, director i guió                                           |
| 2000– 2008   | Girlfriends                              | ell mateix                             | productor                                                                      |
| 2001         | The Sports Pages                         | Howard Greene                          | Telefilm                                                                       |
| 2002         | Mr. St. Nick                             | Nick St. Nicholas/Santa Claus the 21st | Telefilm                                                                       |
| 2002– 2003   | In-Laws                                  | N/A                                    | productor                                                                      |
| 2003         | Benedict Arnold: A Question of Honor     | George Washington                      | Telefilm                                                                       |
| 2003         | Becker                                   | Rick Cooper                            | episodi 5.13: "But I've Got Friends I Haven't Used Yet"                        |
| 2003         | Gary the Rat                             | Gary "The Rat" Andrews                 | Surt a tots els 13 episodis; també productor                                   |
| 2004         | Conte de Nadal (A Christmas Carol)       | Ebenezer Scrooge                       | Telefilm                                                                       |
| 2004         | The Soluna Project                       | N/A                                    | Telefilm; productor                                                            |
| 2005         | The Sketch Show                          | Diversos personatges                   | Appeared in all four aired episodis; també Productor                           |
| 2005         | Out of Practice                          | N/A                                    | Directed episodis 1.1 and 1.18                                                 |
| 2006         | Medium                                   | Angel of Death/Bob                     | episodi 2.21: "Death Takes a Policy" Also Productor/Double Paper               |
| 2006         | My Ex Life                               | N/A                                    | Director                                                                       |
| 2006– 2009   | The Game                                 | N/A                                    | Productor                                                                      |
| 2007         | Dash 4 Cash                              | N/A                                    | Telefilm; Productor                                                            |
| 2007         | Everybody Hates Chris                    | N/A                                    | Va dirigir l'episodi 2.22: "Everybody Hates the Last Day"                      |
| 2007– 2008   | Back to You                              | Chuck Darling                          | Surta a tots els 17 episodis Also Productor                                    |
| 2009         | Hank                                     | Paper principal                        | També Productor                                                                |
| 2010         | The Troop                                | Dr. Cranius                            | Veu; Episodi: "Do Not Talk to Dr. Cranius"                                     |
| 2010–12      | 30 Rock                                  | Himself                                | 3 episodis                                                                     |
| 2011–12      | Boss                                     | Mayor Tom Kane                         | 18 episodis                                                                    |
| 2014         | Partners                                 | Allen Braddock                         | 10 episodis                                                                    |
| 2015         | Killing Jesus                            | King Herod/Narrator                    | Television film                                                                |
| 2016         | Unbreakable Kimmy Schmidt                | Himself                                | Veu; Episodi: "Kimmy Kidnaps Gretchen!"                                        |
| 2016–17      | The Last Tycoon                          | Pat Brady                              | 9 episodis                                                                     |
| 2016–18      | Trollhunters: Tales of Arcadia           | Blinky                                 | Veu; 52 episodis                                                               |
| 2017         | Modern Family                            | Keifth                                 | Episodi: "Ringmaster Keifth"                                                   |
| 2017         | Porters                                  | Mendel Dolem                           | Episodi: "#1.1"                                                                |
| 2018–19      | 3Below: Tales of Arcadia                 | Blinky                                 | Veu; 2 episodis                                                                |
| 2019         | Arrow                                    | Narrator                               | Veu; Episodi: "Emerald Archer"                                                 |
| 2019         | Proven Innocent                          | Gore Bellows                           | 13 episodis                                                                    |
| 2019         | You're Not a Monster                     | John Seward                            | Veu; 10 episodis                                                               |
| 2020         | Carol's Second Act                       | Richard                                | Episodi: "R.I.P. Dr. Herman"                                                   |

Video games
The Simpsons Game (2007) – Sideshow Bob